# Comuna Medveja, Nemîriv
Medveja (în ucraineană Медвежа) este o comună în raionul Nemîriv, regiunea Vinnița, Ucraina, formată din satele Hostînne și Medveja (reședința).

## Demografie
Componența lingvistică a satului Medveja
     Ucraineană (99,6%)
     Alte limbi (0,4%)
Conform recensământului din 2001, majoritatea populației satului Medveja era vorbitoare de ucraineană (99,6%), existând în minoritate și vorbitori de alte limbi.